# Dieter Kohnle
Dieter Kohnle (* 3. April 1957; † 14. Oktober 2019) war ein deutscher Fußballspieler, der in den Jahren 1979 bis 1987 für den SSV Ulm 1846 in der 2. Fußball-Bundesliga 136 Spiele mit 44 erzielten Toren absolvierte.

## Laufbahn

### Vereine, 1967 bis 1987

#### SSV Ulm 1846, bis 1980
Der von der TSV Neu-Ulm gekommene Mittelfeldspieler Dieter Kohnle übernahm bei den Schwarz-Weißen im Ulmer Donaustadion schnell die Spielmacherposition. Dabei half ihm auch seine Spezialität bei den Standards für Torgefährlichkeit sorgen zu können. Als zur Runde 1978/79 erstmals acht Amateur-Oberligastaffeln in Deutschland an den Start gingen und der SSV Ulm 1846 in Baden-Württemberg die Meisterschaft mit 17 Kohnle-Treffern errang, stieg Kohnle mit seiner Mannschaft direkt in die 2. Bundesliga auf. In den Spielen um die Deutsche Amateurmeisterschaft im Juni 1979 verlor Ulm aber beide Begegnungen gegen den Nordrheinmeister Rot-Weiß Oberhausen und schied damit aus diesem Wettbewerb aus. Erfreulich war dagegen für Kohnle sein Debüt am 6. Juni 1979 in der Fußballnationalmannschaft der Amateure, die in Cadiz gegen Spanien (Junioren) mit 4:0 Toren das Länderspiel gewann.
Im ersten Jahr in der 2. Fußball-Bundesliga, 1979/80, verhalf der Dirigent im Ulmer Mittelfeld mit 38 Spielen und 14 Toren – er fehlte in nur zwei Ligaspielen – seiner Mannschaft an der Seite von Walter Modick und Walter Kubanczyk wesentlich mit zum Klassenerhalt. In der Amateurnationalmannschaft bestritt er zusammen mit seinem Vereinskameraden Kubanczyk am 13. und 26. September 1979 zwei Olympiaqualifikationsspiele gegen Finnland und Norwegen. Auch beim 154. und letztem Auftritt der DFB-Mannschaft am 14. November 1979 in Baunatal stürmte Dieter Kohnle für Deutschland.

#### VfB Stuttgart, 1980/81
Das Talent von Kohnle war auch dem VfB Stuttgart aufgefallen. Die Schwaben verhandelten mit Ulm und dem Spieler und der Amateurnationalspieler wechselte zur Runde 1980/81 in die Fußball-Bundesliga zum VfB Stuttgart. Weiter kamen Karl Allgöwer und Joachim Löw von den Stuttgarter Kickers bzw. dem SC Freiburg zum VfB. Der Konkurrenz im Mittelfeld der Mannschaft von Trainer Jürgen Sundermann – mit Roland Hattenberger, Erwin Hadewicz, Hansi Müller, Karl Allgöwer und Hermann Ohlicher – waren Dieter Kohnle und Joachim Löw nicht gewachsen. Kohnle wurde zweimal in der Rückrunde eingewechselt, zu mehr reichte es gegen die hochkarätige Konkurrenz im Mittelfeld des VfB Stuttgart nicht, der zum Ende der Saison den 3. Tabellenplatz belegte. Kohnle ging wieder nach Ulm zum SSV 1846 zurück.

#### SSV Ulm 1846, 1981 bis 1987
Da der SSV Ulm 1846 zwischenzeitlich wieder in der AOL Baden-Württemberg um die Punkte spielte, erlebte der Spielmacher in den Jahren 1982 und 1983 zwei Titelgewinne und zwei Aufstiegsrunden mit dem SSV 1846. Im zweiten Anlauf gelang gegen den 1. FC Saarbrücken, VfR Bürstadt und die SpVgg Unterhaching die Rückkehr in die 2. Bundesliga. Zwei Runden hielt sich die Mannschaft um Kohnle in der zweiten Liga, dann ging es 1985 wieder in die AOL zurück, wo der Mittelfeldmann umgehend die dritte Meisterschaft feiern konnte. In der Aufstiegsrunde 1986 setzte sich Ulm gegen FSV Salmrohr, Kickers Offenbach und den TSV 1860 München durch und war zur Runde 1986/87 wieder in der 2. Bundesliga. Dieter Kohnle kam in 32 Einsätzen auf zehn Treffer, der SSV Ulm 1846 errang den 13. Rang in der Runde 1986/87 und damit das Ziel des Klassenerhaltes. Allerdings machte die Finanzsituation des SSV Ulm 1846 in der darauffolgenden Saison einschneidende Kürzungen bei den Gehältern der Lizenzspieler erforderlich. Damit war Kohnle nicht einverstanden und beendete überraschend im Sommer 1987 seine Laufbahn beim SSV Ulm 1846. Der Verein stieg nach der Saison 1987/88 erneut aus der 2. Bundesliga ab.

## Belege
1. ↑  Gerold Knehr: Trauer um ehemaligen Spieler des SSV 1846 Fußball. In: Südwest Presse, 15. Oktober 2019, abgerufen am 16. Oktober 2019.

| Personendaten    | Personendaten            |
| ---------------- | ------------------------ |
| NAME             | Kohnle, Dieter           |
| KURZBESCHREIBUNG | deutscher Fußballspieler |
| GEBURTSDATUM     | 3. April 1957            |
| STERBEDATUM      | 14. Oktober 2019         |